# Ersan İlyasova
Ersan İlyasova, né le 15 mai 1987 à Eskişehir, est un joueur turc de basket-ball. Il évolue au poste d'ailier fort.

## Biographie

### Les débuts en Turquie
Le jeune İlyasova commence sa carrière professionnelle au sein du club d'Ülkerspor, en deuxième division turque. Il y dispute onze matchs durant la saison 2004-2005.

### Émergence aux États-Unis
Après cette première expérience, il est drafté par les Bucks de Milwaukee lors de la draft 2005 ; mais il ne joue pas lors de la saison 2005-2006 en NBA, ses propriétaires préférant le faire progresser et s’aguerrir au sein de leur équipe des 66ers de Tulsa en ligue de développement. il dispute néanmoins une grande partie de la saison suivante avec les Bucks ; il est alors âgé de 19 ans.

### Parenthèse espagnole
Le 16 juin 2007 il signe un contrat de deux ans en faveur du FC Barcelone. Il y remporte le titre de champion d'Espagne en 2009 avec notamment Juan Carlos Navarro. Le club atteint également cette année-là le Final Four de l'Euroligue.

### Retour en NBA
Après deux saisons européennes réussies, les Bucks de Milwaukee le rappellent d'Europe. Lors de la saison 2011-2012 il fournit ses meilleures prestations après un début de saison médiocre ; notamment le 19 février 2012 après sa performance contre les Nets du New Jersey lorsqu'il compile 29 points et 25 rebonds. La blessure du pivot titulaire Andrew Bogut marque sa renaissance, au point d'être choisi Joueur de la semaine de la conférence Est en mars 2012 avec une moyenne de 25 points et 10.8 rebonds sur la période. Le 9 juillet 2012, il prolonge avec Bucks pour un contrat de cinq ans et 45 millions de dollars.
Le 11 juin 2015, il est transféré aux Pistons de Détroit contre Caron Butler et Shawne Williams.
Le 16 février 2016, il est transféré au Magic d'Orlando avec Brandon Jennings contre Tobias Harris.
Le 24 juin 2016, il est transféré au Thunder d'Oklahoma City avec Domantas Sabonis (qui vient juste d'être drafté par Orlando) et Victor Oladipo contre Serge Ibaka.
Le 1er novembre 2016, le Turc est transféré aux 76ers de Philadelphie en échange de Jerami Grant, après avoir disputé seulement trois rencontres sous le maillot du Thunder.
Le 23 février 2017, il est transféré des 76ers de Philadelphie aux Hawks d'Atlanta, contre Tiago Splitter et un second tour de draft pour les Sixers.
İlyasova est coupé par les Bucks de Milwaukee en novembre 2020.
Le 9 mars 2021, il s'engage avec le Jazz de l'Utah.
Fin décembre 2021, il s'engage pour 10 jours avec les Bulls de Chicago,. Il ne rentre jamais en jeu pour les Bulls.

## Clubs successifs
- 2003 - 2004 :  Ye ilyurt (D2).
- 2004 - 2005 :  Ülker İstanbul (TBL).
- 2005 - 2006 :  66ers de Tulsa (D-League).
- 2006 - 2007 :  Bucks de Milwaukee (NBA).
- 2007 - 2009 :  FC Barcelone (Liga ACB).
- 2009 - 2015 :  Bucks de Milwaukee (NBA).
- 2015 - 2016 :  Pistons de Détroit (NBA).
- 2016 :  Magic d'Orlando (NBA).
- 2016 :  Thunder d'Oklahoma City (NBA).
- 2016 - 2017 :  76ers de Philadelphie (NBA).
- 2017 - 2018 :  Hawks d'Atlanta (NBA).
- 2018 - 2020 :  Bucks de Milwaukee (NBA).
- 2021 :  Jazz de l'Utah (NBA)

## Palmarès

### En club
- Champion d'Espagne avec le FC Barcelone en 2009.

### En sélection
- Vice-champion du monde 2010 avec la Turquie.

### Distinctions personnelles
- Élu MVP du Championnat d'Europe des moins de 20 ans en 2006.

## Statistiques

### Saison régulière
| Saison   | Équipe    | Matchs | Titul. | Min./m | % Tir | % 3pts | % LF | Rbds/m. | Pass/m. | Int/m. | Ctr/m. | Pts/m. |
| -------- | --------- | ------ | ------ | ------ | ----- | ------ | ---- | ------- | ------- | ------ | ------ | ------ |
| 2006-07  | Milwaukee | 66     | 14     | 14,7   | 38,3  | 36,5   | 78,7 | 2,86    | 0,74    | 0,41   | 0,26   | 6,09   |
| 2009-10  | Milwaukee | 81     | 31     | 23,4   | 44,3  | 33,6   | 71,5 | 6,38    | 1,04    | 0,65   | 0,28   | 10,37  |
| 2010-11  | Milwaukee | 60     | 34     | 25,1   | 43,6  | 29,8   | 89,4 | 6,08    | 0,93    | 0,85   | 0,40   | 9,52   |
| 2011-12  | Milwaukee | 60     | 41     | 27,6   | 49,2  | 45,5   | 78,1 | 8,82    | 1,18    | 0,70   | 0,73   | 13,03  |
| 2012-13  | Milwaukee | 73     | 54     | 27,6   | 46,2  | 44,4   | 79,6 | 7,12    | 1,60    | 0,93   | 0,49   | 13,18  |
| 2013-14  | Milwaukee | 55     | 47     | 26,9   | 40,9  | 28,2   | 82,3 | 6,22    | 1,31    | 0,84   | 0,15   | 11,24  |
| 2014-15  | Milwaukee | 58     | 36     | 22,7   | 47,2  | 38,9   | 64,5 | 4,78    | 0,97    | 0,62   | 0,33   | 11,53  |
| 2015-16  | Détroit   | 52     | 52     | 27,6   | 42,5  | 36,3   | 72,5 | 5,42    | 1,06    | 0,73   | 0,52   | 11,33  |
| 2015-16  | Orlando   | 18     | 0      | 19,4   | 39,8  | 42,9   | 71,1 | 5,56    | 0,61    | 0,72   | 0,17   | 8,06   |
| Carrière | Carrière  | 523    | 309    | 24,1   | 44,3  | 37,0   | 76,8 | 5,97    | 1,09    | 0,72   | 0,38   | 10,67  |

Dernière mise à jour le 5 avril 2016.

### Playoffs
| Saison   | Équipe    | Matchs | Titul. | Min./m | % Tir | % 3pts | % LF  | Rbds/m. | Pass/m. | Int/m. | Ctr/m. | Pts/m. |
| -------- | --------- | ------ | ------ | ------ | ----- | ------ | ----- | ------- | ------- | ------ | ------ | ------ |
| 2009-10  | Milwaukee | 7      | 0      | 22,4   | 48,0  | 35,7   | 83,3  | 7,57    | 0,43    | 0,71   | 0,14   | 9,71   |
| 2012-13  | Milwaukee | 4      | 4      | 29,3   | 43,5  | 40,0   | 100,0 | 7,25    | 1,75    | 1,25   | 0,25   | 11,50  |
| 2014-15  | Milwaukee | 6      | 6      | 23,7   | 32,8  | 21,7   | 70,0  | 3,83    | 0,50    | 0,83   | 0,50   | 8,67   |
| Carrière | Carrière  | 17     | 10     | 24,5   | 40,8  | 29,8   | 80,0  | 6,18    | 0,76    | 0,88   | 0,29   | 9,76   |

Dernière mise à jour le 30 avril 2015.

## Records sur une rencontre en NBA
Les records personnels d'Ersan İlyasova en NBA sont les suivants, :
| Type de statistique        | Saison régulière | Saison régulière     | Saison régulière | Playoffs | Playoffs             | Playoffs      |
| Type de statistique        | Record           | Adversaire           | Date             | Record   | Adversaire           | Date          |
| -------------------------- | ---------------- | -------------------- | ---------------- | -------- | -------------------- | ------------- |
| Points                     | 34               | Pacers de l'Indiana  | 26 mars 2015     | 21       | @ Heat de Miami      | 23 avril 2013 |
| Paniers marqués            | 14               | Bulls de Chicago     | 7 mars 2012      | 9        | @ Heat de Miami      | 23 avril 2013 |
| Paniers tentés             | 23               | @ Nets du New Jersey | 19 février 2012  | 15       | Heat de Miami        | 14 avril 2018 |
| Paniers à 3 points réussis | 6                | 2 fois               | 2 fois           | 3        | 2 fois               | 2 fois        |
| Paniers à 3 points tentés  | 14               | @ Celtics de Boston  | 6 janvier 2017   | 6        | 2 fois               | 2 fois        |
| Lancers francs réussis     | 10               | Suns de Phoenix      | 29 janvier 2014  | 5        | 2 fois               | 2 fois        |
| Lancers francs tentés      | 12               | Grizzlies de Memphis | 31 mars 2012     | 6        | @ Raptors de Toronto | 25 mai 2019   |
| Rebonds offensifs          | 13               | @ Nets du New Jersey | 19 février 2012  | 7        | @ Hawks d'Atlanta    | 20 avril 2010 |
| Rebonds défensifs          | 14               | 5 fois               | 5 fois           | 11       | Heat de Miami        | 14 avril 2018 |
| Rebonds totaux             | 25               | @ Nets du New Jersey | 19 février 2012  | 15       | @ Hawks d'Atlanta    | 20 avril 2010 |
| Passes décisives           | 6                | 4 fois               | 4 fois           | 4        | 2 fois               | 2 fois        |
| Interceptions              | 4                | 8 fois               | 8 fois           | 3        | 2 fois               | 2 fois        |
| Contres                    | 3                | 3 fois               | 3 fois           | 2        | Pistons de Détroit   | 14 avril 2019 |
| Balles perdues             | 5                | 4 fois               | 4 fois           | 4        | @ Hawks d'Atlanta    | 17 avril 2010 |
| Minutes jouées             | 54               | @ Bulls de Chicago   | 18 décembre 2015 | 33       | Heat de Miami        | 25 avril 2013 |

- Double-double : 104 (dont 4 en playoffs)
- Triple-double : 0

Dernière mise à jour : 26 juin 2021

## Salaires
| Année       | Équipe    | Salaire      |
| ----------- | --------- | ------------ |
| 2005-2006   | Milwaukee | 398 762 $    |
| 2006-2007   | Milwaukee | 664 209 $    |
| 2009-2010   | Milwaukee | 2 100 000 $  |
| 2010-2011   | Milwaukee | 2 320 500 $  |
| 2011-2012*  | Milwaukee | 2 541 000 $  |
| 2012-2013   | Milwaukee | 7 900 000 $  |
| 2013-2014   | Milwaukee | 7 900 000 $  |
| 2014-2015   | Détroit   | 7 900 000 $  |
| Total Gains |           | 31 724 471 $ |
| 2015-2016   | Orlando   | 7 900 000 $  |
| 2016-2017   | Orlando   | 8 400 000 $  |

Note : * En 2011, le salaire moyen d'un joueur évoluant en NBA est de 5 150 000 $.